# Prionomirmecinos
Prionomirmecinos (Prionomyrmecini) é uma tribo de formigas pertencente à subfamília Myrmeciinae [en], estabelecida por William Morton Wheeler [en] em 1915. Dois gêneros compõem essa tribo: o gênero extante Nothomyrmecia e o gênero extinto Prionomyrmex. Inicialmente considerada uma subfamília devido às semelhanças entre Nothomyrmecia e Prionomyrmex, essa reclassificação não foi amplamente aceita pela comunidade científica. Essas formigas são caracterizadas por seus corpos longos e esguios, ferrões poderosos e mandíbulas alongadas. Fósseis de formigas Prionomyrmecini foram encontrados em toda a Europa, possivelmente nidificando em árvores e preferindo habitats de selva. Atualmente, a tribo está presente apenas na Austrália, habitando florestas de mallee de crescimento antigo cercadas por árvores de Eucalyptus. As operárias de Nothomyrmecia alimentam-se de néctar e artrópodes, utilizando seus olhos compostos para caça e navegação. Devido à sua natureza primitiva, elas não recrutam outras formigas para fontes de alimento nem criam trilhas de feromônios. As colônias de Nothomyrmecia são pequenas, com 50 a 100 indivíduos.

## Taxonomia
A tribo Prionomyrmecini foi descrita em 1915 pelo entomologista americano William Morton Wheeler em seu artigo "The ants of the Baltic amber", no qual a colocou originalmente na subfamília Ponerinae. Nesse mesmo artigo, Wheeler designou Prionomyrmex como o único membro da tribo. Em 1954, William Brown Jr. transferiu a tribo para a subfamília Myrmeciinae, observando características morfológicas semelhantes entre Prionomyrmex e outros gêneros, como Myrmecia e Nothomyrmecia. Em 2000, Cesare Baroni Urbani descreveu uma nova espécie fóssil em âmbar do Báltico, nomeada Prionomyrmex janzeni. Após analisar espécimes dessa nova espécie e de Nothomyrmecia, Urbani concluiu que Prionomyrmex é um parente parafilético de Nothomyrmecia, sendo os dois gêneros tão morfologicamente semelhantes que Nothomyrmecia deveria ser sinonimizada. Com isso, Urbani separou Prionomyrmex de Myrmeciinae e sinonimizou Nothomyrmecia, renomeando Nothomyrmecia macrops como Prionomyrmex macrops. A tribo foi posteriormente tratada como uma subfamília, chamada Prionomyrmeciinae. Em 2003, Dlussky e Perfilieva separaram Nothomyrmecia de Prionomyrmex e moveram ambos os gêneros para a subfamília Myrmeciinae, tratando Prionomyrmecini como uma tribo. Em 2005 e 2008, Baroni Urbani apresentou evidências adicionais em favor de sua classificação proposta, mas ela foi rejeitada pela comunidade entomológica. Nothomyrmecia macrops e o gênero extinto Prionomyrmex são os únicos membros aceitos da tribo.

## Descrição e distribuição

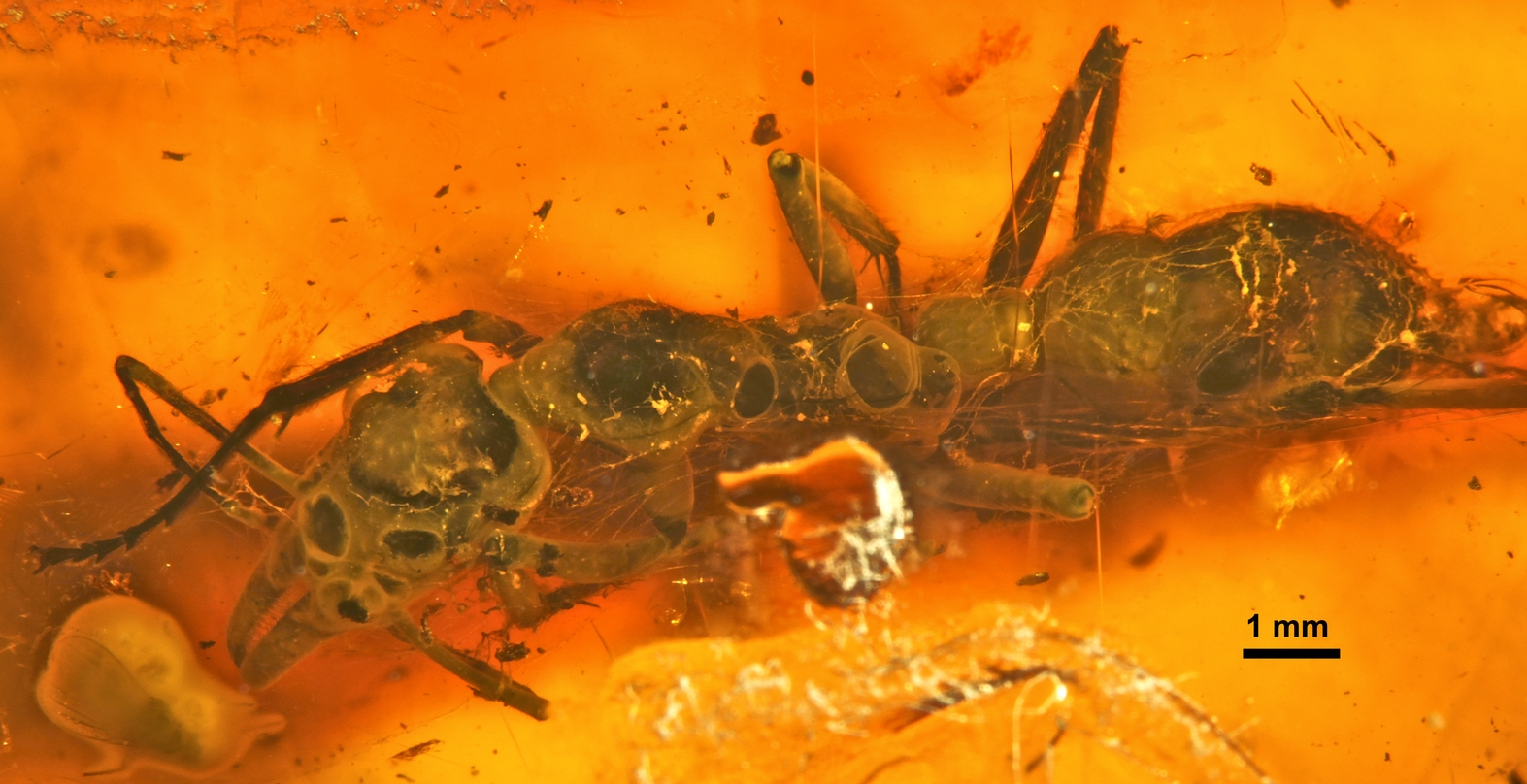
Prionomyrmex longiceps da Europa.

As formigas da tribo Prionomyrmecini distinguem-se por seus ocelos reduzidos ou ausentes e pela presença de uma carena lateral no clípeo. As formigas Prionomyrmex são caracterizadas por seu grande tamanho, corpos esguios, mandíbulas alongadas e ferrões poderosos. Seu comprimento varia de 12 a 14 mm. A estrutura corporal de Prionomyrmex indica que é mais primitiva que Myrmecia. Nothomyrmecia é menor que as espécies de Prionomyrmex, medindo entre 9,7 e 11 mm. Possui um ferrão longo, corpo esguio e, como Prionomyrmex, mandíbulas alongadas, embora menos especializadas que as de Myrmecia e Prionomyrmex, sendo alongadas e triangulares. Apesar das semelhanças marcantes entre Nothomyrmecia e Prionomyrmex, elas podem ser distinguidas pela forma do nó.
Fósseis de formigas Prionomyrmecini existiram na Europa durante o Eoceno e o Oligoceno Superior (Catiano). Cesare Baroni Urbani coletou Prionomyrmex janzeni em âmbar do Báltico em Kaliningrado, Rússia, e Prionomyrmex wappleri na Alemanha. O entomologista austríaco Gustav Mayr [en] coletou Prionomyrmex longiceps em âmbar do Báltico do Eoceno, mas a localização exata de sua descoberta é incerta devido à perda do material-tipo. P. longiceps era uma espécie de nidificação arborícola, vivendo em árvores em vez de no solo. William Morton Wheeler presumiu isso devido às suas pernas longas, garras afiadas e mandíbulas alongadas. Prionomyrmex provavelmente preferia habitats de selva em baixas altitudes.
Nothomyrmecia é encontrada apenas na Austrália. Até sua redescoberta, o gênero era conhecido apenas pelos espécimes originais coletados no oeste da Austrália por Amy Crocker em dezembro de 1931. O entomologista Robert W. Taylor expressou dúvidas sobre a localidade-tipo da formiga, mas sugeriu que os espécimes provavelmente foram coletados na extremidade oeste da Grande Baía Australiana, ao sul de Balladonia [en]. Entomologistas temiam que Nothomyrmecia estivesse extinta, já que biólogos notáveis, como Edward Osborne Wilson, tentaram encontrá-la sem sucesso. Em 1977, Taylor redescobriu Nothomyrmecia em Poochera [en], a 1300 km do local original de coleta. As colônias são encontradas em florestas de mallee de crescimento antigo, com várias espécies de Eucalyptus, como Eucalyptus brachycalyx [en], Eucalyptus oleosa [en] e Eucalyptus gracilis [en], abundantes. Apenas algumas colônias pequenas são conhecidas em sua distribuição restrita, classificando-a como espécie em perigo crítico pela União Internacional para a Conservação da Natureza.

## Comportamento e ecologia

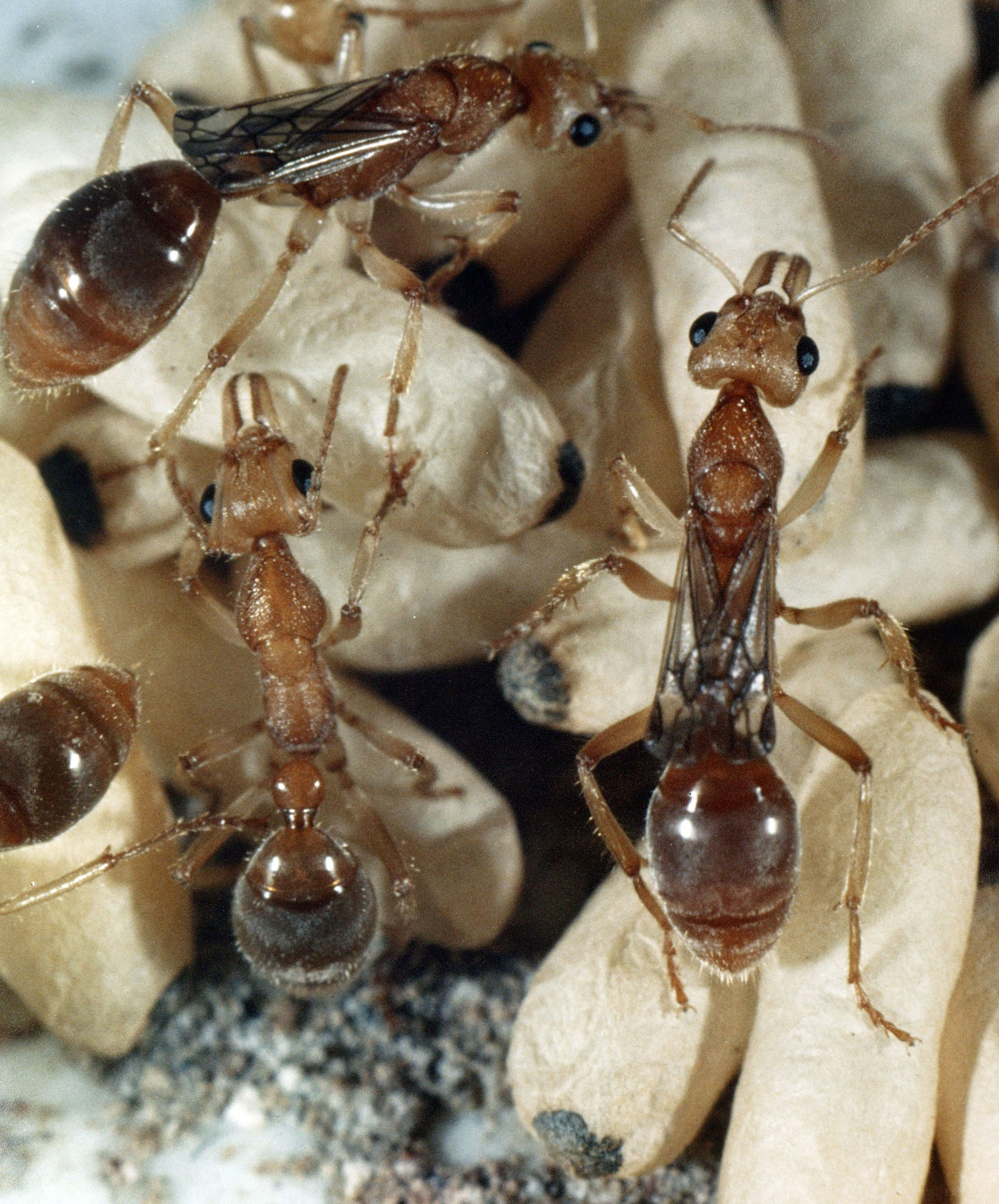
Rainhas de Nothomyrmecia com asas curtas, pupas e uma operária (esquerda).

Nothomyrmecia e Prionomyrmex compartilham comportamentos semelhantes aos de outros parentes da subfamília Myrmeciinae. Prionomyrmex pode ter forrageado no solo ou em árvores e vegetação baixa, alimentando-se de néctar e artrópodes. As operárias de Nothomyrmecia, por outro lado, consomem hemolinfa dos insetos capturados, enquanto as larvas são carnívoras. Não se sabe se as formigas eram ativas durante o dia ou a noite, mas Nothomyrmecia é uma forrageadora noturna que prefere noites muito frias. Ambas as formigas possuem olhos compostos grandes, dependendo da visão para caça e navegação. Devido à sua vida social primitiva e simplificada, as operárias de ambos os gêneros não recrutam outras para fontes de alimento nem deixam trilhas de feromônios, sugerindo que são forrageadoras solitárias. As formigas Prionomyrmex eram hospedeiras de parasitas fêmeas de Strepsiptera. Os predadores de ambas as formigas são desconhecidos.
As rainhas de Nothomyrmecia são braquípteras, ou seja, possuem asas rudimentares curtas que as tornam incapazes de voar. Isso pode estar relacionado à estrutura populacional, possivelmente como uma adaptação em colônias com pequena população ou devido a requisitos ecológicos incomuns. As aladas podem começar a emergir no final do verão e início do outono (março ou abril), e as rainhas fundadoras de colônias escavam a consideráveis profundidades no solo; as rainhas começam a pôr ovos na primavera. As rainhas são univoltinas e produzem apenas uma geração de formigas por ano, com os ovos podendo levar 12 meses para se desenvolverem completamente. Quando uma colônia está madura, cada ninho contém apenas 50 a 100 indivíduos. Em algumas colônias, a fundação de uma nova colônia pode ocorrer dentro do próprio ninho quando a rainha morre, sendo substituída por uma de suas filhas. Esse método de fundação de colônia pode tornar um ninho imortal.